# Парадокс Сімпсона

Парадокс Симпсона для кількісних даних: додатній напрям (,) з'являється для двох окремих груп, тоді як, негативний напрям з'являється, коли групи об'єднуються.

Парадокс Сімпсона (ефект Юла-Сімпсона, парадокс об'єднання) — парадокс у статистиці, коли при наявності двох груп даних, в кожній з яких спостерігається однаково спрямована залежність, при об'єднанні цих груп ця залежність або зникає або змінює свій напрям на протилежний.
Це явище було описано Едвардом Сімпсоном в технічній статті 1951 року, проте статистики Карл Пірсон у 1899 та Удні Юл у 1903 році, також згадували подібний ефект. Назву «парадокс Сімпсона» вперше застосував Колін Блайт (Blyth, Colin R.) у 1972 році. Однак, так як Сімпсон не був першовідкривачем цього ефекту, деякі автори використовують безособові назви, наприклад, «парадокс об'єднання».

## Історія відкриття парадоксу
Перший раз розглянута ситуація відзначена Карлом Пірсоном у статті «Математичний внесок у теорію еволюції». Він розглядає залежність ознак різнорідних груп коней. У. Юл робить більш детальний аналіз подібних популяційних змін, вивчаючи механізми спадковості. Сімпсон розглядає те, що він називає «цікавим випадком» в кількох розділах статті «The Interpretation of Interaction in Contingency Tables». Сімпсон був першим автором, який вивчав це явище з точки зору статистики. Тому згодом математик К. Р. Блайт в статті «On Simpson's Paradox and the Sure-Thing Principle» вводить термін «парадокс Сімпсона».

## Приклади

### Приклад з фішками
Нехай є чотири капелюхи (два чорних і два сірих), 41 фішка (23 кольорових і 18 білих) і два столи (А і Б). Фішки розподілені по капелюхах наступним чином:
• У чорному капелюсі на столі А лежать 5 кольорових і 6 білих фішок.
• У сірому капелюсі на столі А лежать 3 кольорові і 4 білі фішки.
• У чорному капелюсі на столі Б лежать 6 кольорових і 3 білих фішки.
• У сірому капелюсі на столі Б лежать 9 кольорових і 5 білих фішок.
Припустимо, що ви хочете витягти кольорову фішку.
Якщо ви перебуваєте біля стола А, то ймовірність отримати кольорову фішку з чорного капелюха дорівнює 5/11 = 35/77, а з сірого капелюха на тому ж столі — 3/7 = 33/77; таким чином, кольорову фішку більше шансів витягнути з чорного капелюха, ніж із сірого.
Якщо ви перебуваєте біля стола Б, то ймовірність отримати кольорову фішку з чорного капелюха дорівнює 6/9 = 28/42, а із сірого капелюха — 9/14 = 27/42; таким чином, і тут кольорову фішку більше шансів витягнути із чорного капелюха, ніж із сірого.
Припустимо тепер, що фішки з двох чорних капелюхів складені в один чорний капелюх на столі В, а фішки з двох сірих капелюхів — в один сірий капелюх на столі В. На перший погляд, логічно було б припустити, що ймовірність витягнути кольорову фішку з чорного капелюха вище, ніж із сірого. Але це невірно:
• ймовірність витягнути кольорову фішку із чорного капелюха на столі В дорівнює 11/20 = 231/420,
• ймовірність витягнути кольорову фішку із сірого капелюха на столі В дорівнює 12/21 = 240/420,
тобто більше шансів отримати кольорову фішку з сірого капелюха, ніж із чорного[4].

### Приклад з камінням
Нехай ми маємо чотири набори каменів. Імовірність витягти чорний камінь з набору № 1 вища, ніж з набору № 2. У свою чергу, ймовірність витягнути чорний камінь з набору № 3 більша, ніж з набору № 4. Об'єднаємо набір № 1 з набором № 3 (отримаємо набір I), а набір № 2 — з набором № 4 (набір II). Інтуїтивно можна очікувати, що ймовірність витягнути чорний камінь з набору I буде вище, ніж з набору II. Однак в загальному випадку таке твердження не вірне.
Математичне доведення таке. Нехай ni кількість чорних каменів в i-му наборі (вибірці), mi — загальна кількість каменів в i-му наборі при i = 1, 2, 3, 4. За умовою:
{\displaystyle {\frac {n_{1}}{m_{1}}}>{\frac {n_{2}}{m_{2}}},{\frac {n_{3}}{m_{3}}}>{\frac {n_{4}}{m_{4}}}.}
Імовірність витягти чорний камінь з наборів I і II, відповідно:
{\displaystyle {\frac {n_{1}+n_{3}}{m_{1}+m_{3}}},{\frac {n_{2}+n_{4}}{m_{2}+m_{4}}}.}
Вираз для набору I не завжди більший за вираз для набору II. Наприклад:{\displaystyle n_{1}=6,m_{1}=13,n_{2}=4,~m_{2}=9,~n_{3}=6,~m_{3}=9,~n_{4}=9,~m_{4}=14}. Легко перевірити, що {\displaystyle 6/13>4/9,6/9>9/14}.
В той час як {\displaystyle 12/22<13/23}.

## Ймовірність
У доповіді Павлідова та Перлманова представляється доказ того, що у випадковій 2 × 2 × 2 таблиці із рівномірним розподілом, парадокс Сімпсона буде відбуватися з ймовірністю точно 1/60. Дослідження, проведене Коком передбачає, що ймовірність того, що парадокс Сімпсона відбуватиметься випадковим чином в моделях шляху (тобто моделі, що генеруються за допомогою аналізу шляху (статистики)) з двома предикторами і однією змінною становить приблизно 12,8 відсотка; трохи вище, ніж 1 поява на 8 моделей шляху.

## Застосування
Парадокс Сімпсона ілюструє неправомірність деяких іноді небезпечних для життя узагальнень. Так, наприклад, в ході експерименту в групі чоловіків і групі жінок, хворих на одну й ту ж хворобу, до стандартного лікування додали новий лікарський препарат. Результат в обох групах окремо підтверджував ефективність нового засобу.
| Чоловіки       | Вживали ліки | Не вживали ліки |
| -------------- | ------------ | --------------- |
| Видужали       | 700          | 80              |
| Не видужали    | 800          | 130             |
| Співвідношення | 0.875        | 0.615           |

| Жінки          | Вживали ліки | Не вживали ліки |
| -------------- | ------------ | --------------- |
| Видужали       | 150          | 400             |
| Не видужали    | 70           | 280             |
| Співвідношення | 2.142        | 1.429           |

Інтуїтивно здається, що якщо в обох групах простежується залежність, вона повинна проявитися і при об'єднанні цих груп. Але хоча існує позитивна кореляція між вживанням ліків та одужанням як серед чоловіків, так і серед жінок, при об'єднанні пацієнтів в одну групу кореляція стає негативною.
| Сума           | Приймали ліки | Не приймали ліки |
| -------------- | ------------- | ---------------- |
| Видужали       | 850           | 480              |
| Не видужали    | 870           | 410              |
| Співвідношення | 0.977         | 1.171            |

Співвідношення в агрегованих даних 850/870 <480/410, тобто 0,977 <1,171. Отже, кореляція між вживанням та одужанням виходить негативною.
Причина парадоксу полягає у неправильному перенесенні висновків, справедливих для окремих груп людей, на їх об'єднання. Конкретно в цьому випадку серед вибірки жінок був непропорційно високий відсоток тих, що не вживали ліків (порівняно з чоловіками), у той час як ліки більше допомагали жінкам, ніж чоловікам.
Одним із способів вирішення парадоксу є використання формули повної ймовірності. Парадокс Сімпсона показує, що висновки з результатів соціологічних опитувань і непрофесійних, з точки зору статистики, експериментів не можна приймати як незаперечні, доведені науковим шляхом.